# Yanggu-eup
Yanggu-eup (koreanska: 양구읍) är en köping i provinsen Gangwon, i den norra delen av Sydkorea, 110 km nordost om huvudstaden Seoul. Den är centralort i kommunen Yanggu-gun.